# 吸血鬼の接吻
『吸血鬼の接吻』（きゅうけつきのせっぷん、原題：The Kiss of the Vampire,別題：Kiss of Evil）は、1963年にハマー・フィルム・プロダクションが製作したイギリスのホラー映画。監督はドン・シャープが担当。

## ストーリー
半世紀ほど前、ジェラルドとマリアンヌのハーコート夫妻は、新婚旅行先のヨーロッパで交通事故に遭い、予定を変更してバイエルン地方に宿泊した。
その夜、夫妻は夕食の席で近隣住民であるラブナ博士とその子どもであるカールとサビーナと知り合った。
夫妻はカールとサビーナの兄妹にふたたび誘われたが、ジェラルドが兄妹によって酔いつぶされ、そのすきにマリアンヌがさらわれた。
酔いからさめたジェラルドは妻の不在に気づくが、周囲の人間たちはカールが単独で村を訪れたと主張して譲らない。困り果てたカールが同じ宿に泊まっていたジンマー教授という酔っ払いに相談した結果、ラブナ博士の正体が吸血鬼の長で、美女を自分たちの仲間に取り込んできたことが明らかになり、ジンマー教授の娘もまたラブナ博士によって吸血鬼にされたのだった。
ジェラルドはラブナ博士の館に行き、自分を取り囲んだ吸血鬼たちに混じって催眠状態の妻を見つけた。取り囲んでいた者の一人である女吸血鬼がハーコートにキスをしようとするが、ジェラルドが胸に十字架を描いていたため、近づくことができなかった。そこへ、ジンマー教授が現れ、ジェラルドと二人でマリナアンヌを救出して宿に戻った。
ジンマー教授は宿じゅうにニンニクを撒き、吸血鬼を滅ぼすための呪術を施した。すると、ラブナ博士の館に多数のコウモリが侵入し、吸血鬼たちの血を吸いつくした。
かくして、マリアンヌは吸血鬼の呪いから救われた。

## キャスト
| 役名                   | 俳優                     | 日本語吹替                                 |
| 役名                   | 俳優                     | TBS版                                      |
| ---------------------- | ------------------------ | ------------------------------------------ |
| ジェラルド・ハーコート | エドワード・デ・スーザ   | 村越伊知郎                                 |
| マリアンヌ・ハーコート | ジェニファー・ダニエル   | 山崎左度子                                 |
| ツィンマー教授         | クリフォード・エヴァンス | 和田周                                     |
| ラヴナ博士             | ノエル・ウィリアム       | 大木民夫                                   |
| ブルーノ               | ピーター・マッデン       | 北村弘一                                   |
| アンナ                 | ヴェラ・クック           | 稲葉まつ子                                 |
| カール・ラヴナ         | バリー・ウォーレン       | 井上真樹夫                                 |
| サビーナ・ラヴナ       | ジャッキー・ウォーリス   | 瀬能礼子                                   |
| ターニャ               | イソベル・ブラック       | 渡辺典子                                   |
| 巡査部長               | ジョン・ハーベイ         | 細井重之                                   |
| 使用人                 | ホルスト・エバーズバーグ | 立壁和也                                   |
|                        |                          |                                            |
| 演出                   | 演出                     | 岡本知                                     |
| 翻訳                   | 翻訳                     | 上田公子                                   |
| 効果                   |                          |                                            |
| 調整                   |                          |                                            |
| 制作                   | 制作                     | グロービジョン                             |
| 解説                   |                          |                                            |
| 初回放送               | 初回放送                 | 1970年8月21日 『金曜映画劇場』 20:00-21:26 |

※日本語吹替はDVD収録。

## スタッフ
- 監督：ドン・シャープ
- 製作：アンソニー・ハインズ
- 脚本：アンソニー・ハインズ
- 撮影：アラン・ヒューム
- 音楽：ジェームズ・バーナード
- 製作：ハマー・フィルム・プロダクション